# 皮爾區
皮尔地区自治体（英語：Regional Municipality of Peel），简称皮尔区或皮尔地区是加拿大安大略省的一個地区自治体（regional municipality），位於多倫多市以西，並是大多倫多地區的一部分。皮爾區由下列三個市鎮組成：
- 密西沙加市（Mississauga），位於該區的最南部，有668,549名居民（加拿大人口排名第六），南起安大略湖（Lake Ontario）北至407號公路
- 賓頓市（Brampton），皮爾區的行政中心，有433,806名居民（人口排名第十一）
- 卡里冬鎮（Caledon），區內面積最大但人口密度最低的市鎮，只有57,050名居民。

皮爾區是安大略省繼多倫多之後人口第二多的縣級行政區，更是人口最多的地區自治體。基於有很多人不斷遷進皮爾區，其交通亦發達，因此皮爾區一直在迅速發展，人口平均歲數低，且人口還一直有不斷上升的趨勢。
1974年，比爾·戴維斯（Bill Davis）的政府創建了皮爾區，取代了原本的皮爾縣（Peel County），為此日漸都市化的地區提供各項服務，包括：輸水和污水處理、廢物回收和處理、區內道路建設及維修、公眾健康、長期服務中心、皮爾區警察局（Peel Regional Police）、救傷服務、規劃、住宅、運輸系統、司法和社群服務。其他的市政事務則由轄下三個市鎮提供。
皮爾區的前身皮爾縣是取名自19世紀英國首相羅伯特·皮爾爵士。

## 政治

### 資深管理人
- 樂彼（Emil Kolb）：區府主席及首席執行官
- 戴維·茲瓦克（David Szwarc）：城市經理人（City manager）
- 肯特·吉萊斯皮（Kent Gillespie）：企業服務及自治區司法官理事
- 米歇爾·薩慕斯（Mitch Zamojc）：公共事業理事[2]

### 著名政府決定
- 2005年，皮爾區接受了一個五百五十七萬的不敏感廢料合約，託付在其後二十年內如果美國州禁止加拿大垃圾的話允許將垃圾堆在安大略省的堆填區。[3]
- 2004年，皮爾區開始了一個共需費六億元的水利擴展工程，是加拿大其中最大的水利工程之一。[4]

## 未來發展
2023年5月18日，安大略省政府通過《麥考蓮法案》，並將於2025年1月1日起解散皮爾區，區內的密西沙加、賓頓及卡利登分別改制為單層次城市。但是在2023年12月，省政府宣佈重新審視解散之決議。

## 服務

### 執法
- 皮爾區警察局（PRP）為皮爾區內的大部分地域提供警察保安的服務。
- 安大略省警察局（OPP）主要為保障高速公路上的安全並跟卡里冬鎮警察局聯繫。[6]

### 急救服務
皮爾區的「Peel Regional Paramedic Services」為全自治區人民提供急救服務。此組織從前是由安大略省管理，現交由皮爾自治區管理。

### 小童照顧
日間托兒中心為皮爾區居民提供服務：
- 西賓頓托兒中心（Brampton West Child Care Centre）
- 賀頓托兒中心（Howden Child Care Centre）
- 綠薔薇托兒中心（Greenbriar Child Care Centre）
- 錢圭庫斯托兒中心（Chinguacousy Child Care Centre）
- 科雷奇塞德托兒中心（Collegeside Child Care Centre）
- 斯特里茲維爾托兒中心（Streetsville Child Care Centre）
- 莫爾頓托兒中心（Malton Child Care Centre）
- 厄內斯特托兒中心（Ernest Majury Child Care Centre）
- 山谷托兒中心（The Valleys Child Care Centre）
- 庫克斯維爾托兒中心（Cooksville Child Care Centre）
- 里奇韋托兒中心（Ridgeway Child Care Centre）
- PLASP日間托兒中心（PLASP Daycare Centre）

### 長期照顧
這是為長者及長期有健康需要的人士提供的設施：
- 戴維斯中心（The Davis Centre）
- 莫爾頓村（Malton Village）
- 皮爾莊園（Peel Manor）
- 謝里登別墅（Sheridan Villa）
- 高松村（Tall Pines）

### 公共事業
皮爾區管理的自治區公共事業包括：
- 垃圾及回收計劃
- 供水
- 道路保養

### TransHelp
皮爾自治區為人們提供轉運服務。Transhelp從前是由密西沙加公車局（Mississauga Transit）和賓頓公車局（Brampton Transit）經營，而現在是由自治區運作。

## 公路
皮爾自治區的邊境及區內各地有七條400系列高速公路，令該區成為安大略省及加拿大最繁忙的市郊高速公路網絡之一。這些高速公路都是位於安大略省內最繁忙及最現代化的地域，大多是在1970年代開始建設的，令該區更迅速的發展。一個賓頓的歡迎牌中有一句標語「All roads lead to Brampton」（即「條條大路通賓頓」），並顯示六條400系列公路的編號（401、403、407、409、410、427）。

### 400系列高速公路
- 401號省道 (安大略)
- 403號省道 (安大略)
- 407號公路 (安大略)（私人管理收費公路）
- 409號省道 (安大略)
- 410號省道 (安大略)
- 427號省道 (安大略)
- 伊利沙伯皇后道（QEW）

### 其他公路
- 7號省道 (安大略)
- 10號省道 (安大略)

## 教育
皮爾區教育局(Peel District School Board, PDSB)有学校。

## 人口統計資料
加拿大統計局於2006年做的統計所得之數據
- 2006年人口：1,159,405
- 2001年人口：988,948
- 1996年至2001年人口轉變：增加17.2%
- 土地（平方公里）：1,241.99
- 省內人口比率：9.53%

## 鄰近地區
- 达弗林县（Dufferin County）
- 夏頓區（Halton Region）
- 錫姆科縣（Simcoe County）
- 威靈頓縣（Wellington County）
- 約克區（York Region）